# Wahlbezirk Böhmen 14
Der Wahlbezirk Böhmen 14 war ein Wahlkreis für die Wahlen zum Abgeordnetenhaus im österreichischen Kronland Böhmen. Der Wahlbezirk wurde 1907 mit der Einführung der Reichsratswahlordnung geschaffen und bestand bis zum Zusammenbruch der Habsburgermonarchie.

## Geschichte
Nachdem der Reichsrat im Herbst 1906 das allgemeine, gleiche, geheime und direkte Männerwahlrecht beschlossen hatte, wurde mit 26. Jänner 1907 die große Wahlrechtsreform durch Sanktionierung von Kaiser Franz Joseph I. gültig. Mit der neuen Reichsratswahlordnung schuf man insgesamt 516 Wahlbezirke, wobei mit Ausnahme Galiziens in jedem Wahlbezirk ein Abgeordneter im Zuge der Reichsratswahl gewählt wurde. Der Abgeordnete musste sich dabei im ersten Wahlgang oder in einer Stichwahl mit absoluter Mehrheit durchsetzen. Der Wahlkreis Böhmen 14 umfasste die Gemeindebezirk I, II und III der Stadt Pilsen.
Aus der Reichsratswahl 1907 ging aus dem ersten Wahlgang Josef Čipera (Jungtschechen) als Sieger hervor. Er setzte sich mit 62 Prozent durch, den zweiten Platz belegte Václav Hrdlička (Tschechische Sozialdemokratische Partei). Bei der Reichsratswahl 1911 setzte sich der Jungtscheche František Lukavský mit 57 Prozent ebenfalls im ersten Wahlgang durch.

## Wahlergebnisse

### Reichsratswahl 1907
Die Reichsratswahl 1907 wurde am 14. Mai 1907 (erster Wahlgang) durchgeführt. Die Stichwahl entfiel auf Grund der absoluten Mehrheit für Čipera im ersten Wahlgang.
| Kandidat                                                                    | Partei                                  | Wahlkreisstimmen | Prozent |
| --------------------------------------------------------------------------- | --------------------------------------- | ---------------- | ------- |
| Josef Čipera                                                                | Jungtschechen                           | 3215             | 61,5 %  |
| Václav Hrdlička                                                             | Tschechische Sozialdemokratische Partei | 1810             | 34,6 %  |
| Karel Wolf                                                                  | Agrarier                                | 155              | 3,0 %   |
|                                                                             | Tschechische national-soziale Partei    | 26               | 0,5 %   |
|                                                                             | Sonstige Parteien                       | 25               | 0,5 %   |
| Wahlberechtigte: 7367, Ungültige/Leere Stimmen: 25, Wahlbeteiligung: 71,3 % |                                         |                  |         |

### Reichsratswahl 1911
Die Reichsratswahl 1911 wurde am 13. Juni 1911 durchgeführt. Die Stichwahl entfiel auf Grund des absoluten Mehrheit für Lukavský im ersten Wahlgang.
| Kandidat                                                                    | Partei                                               | Wahlkreisstimmen | Prozent |
| --------------------------------------------------------------------------- | ---------------------------------------------------- | ---------------- | ------- |
| František Lukavskýl                                                         | Jungtschechen                                        | 3909             | 57,3 %  |
| Václav Hrdlička                                                             | Tschechische Sozialdemokratische Partei              | 1702             | 23,1 %  |
| Franz Schertler                                                             | deutscher Zählkandidat                               | 1140             | 15,5 %  |
| Antonín Havlena                                                             | Tschechische Christlichsoziale Partei                | 173              | 2,4 %   |
| Kobn                                                                        | Tschechische staatsrechtlich-fortschrittliche Partei | 406              | 5,5 %   |
|                                                                             | Sonstige                                             | 23               | 0,3 %   |
| Wahlberechtigte: 9709, Ungültige/Leere Stimmen: 44, Wahlbeteiligung: 76,2 % |                                                      |                  |         |